# Résidence Boieldieu
Pour les articles homonymes, voir Boïeldieu.

Tour Franklin avec la résidence Boieldieu en premier plan

La résidence Boieldieu est un ensemble d'immeubles d'habitation situé dans le quartier de la Défense, sur le territoire de la commune de Puteaux dans les Hauts-de-Seine.

## Toponyme
La résidence doit son nom à François-Adrien Boieldieu, compositeur français.

## Construction
Construite à la fin des années 1960 par les architectes Gilbert et Rabaud, la résidence a été conçue telle que le prévoyait le premier plan-masse de la Défense (1964) : des immeubles d'habitation de forme presque carrée, ouverts en leur centre, ainsi que des tours limitées en hauteur. La résidence comprend quatre immeubles : deux en forme de carré ouverts au centre (emplacements PH1 et PH4), de 4 et 10 étages, et deux immeubles « pleins » (PH8 et PH11) de couleurs bleu et orange, à la mode de l'époque et plus au goût du jour en 2000.
En 1964, la résidence Boieldieu est l’une des plus importantes réalisations de logements à La Défense avec 479 logements dont 7 ateliers d’artistes.

## Évolution
La résidence a été rénovée en 2002. Le quartier des « Terrasses Boieldieu » a été rénové entre 2016 et 2018 : le budget de 9,7 M€ concerne la restructuration de l'espace public : de nouveaux accès à l'esplanade de La Défense et au centre-ville de Puteaux devraient être aménagés dans ce quartier enclavé, coincé entre ces deux pôles.

## Copropriété
Compte tenu de sa grande taille, le syndicat des copropriétaires soulève de nombreuses questions lors des assemblées générales annuelles, certains différends étant même parfois portés jusqu'à la Cour de cassation.
La copropriété se distingue par ailleurs pour avoir créé une association loi de 1901 qui a été agréée en tant qu'association familiale par l'Union départementale des associations familiales (UDAF des Hauts-de-Seine).